# Nikolaus Ludwig von Zinzendorf
Nikolaus Ludwig Reichsgraf von Zinzendorf und Pottendorf (Dresda, 26 maggio 1700 – Herrnhut, 9 maggio 1760) è stato un teologo tedesco.

## Biografia
In gioventù risentì dell'influenza dal teologo luterano Philipp Jacob Spener e aderì al pietismo. Viaggiò nei Paesi Bassi, in Svizzera e soprattutto in Francia, dove ebbe modo di entrare in contatto con importanti esponenti del giansenismo.
Attorno al 1722 nella sua tenuta sassone si insediò una comunità di moraviani cechi con i quali fondò la comunità di Herrnhut: nel 1727 ne assunse la guida e tentò di introdurvi la riforma pietista luterana, ma incontrò profonde resistenze nella comunità riguardo all'adozione integrale della Confessione di Augusta.
In seguito all'intervento della Chiesa luterana locale, nel 1736 venne esiliato ma l'anno successivo divenne vescovo dei Fratelli boemi: in tale veste si adoperò a diffondere la propria Chiesa anche in altri paesi (Groenlandia, Africa, Medio Oriente, India, Americhe).

## Pensiero teologico
Zinzendorf credeva che piccole comunità ferventi potessero servire da lievito per diffondere il rinnovamento nell'intera Chiesa. Si impegnò notevolmente per l'unità dei cristiani: propose che le differenze riflesse nella vita delle varie confessioni rappresentassero tutte modi legittimi di genuina vita cristiana. Il profondo misticismo della sua dottrina venne sensibilmente attenuato dai suoi seguaci.